# 特里布乌
特里布乌（法語：Tribehou，法語發音：[tʁibu]）是法国芒什省的一个市镇，属于圣洛区。

## 地理
特里布乌（49°12'50"N, 1°14'38"W）面积9.97 平方千米，位于法国诺曼底大区芒什省，该省份为法国西北部沿海省份，西、北、东北三面环大西洋，东起顺时针与卡爾瓦多斯省、奧恩省、马耶讷省和伊勒-维莱讷省接壤。
与特里布乌接壤的市镇（或旧市镇、城区）包括：圣安德烈德博翁、格赖涅-梅尼勒昂戈、马尔谢雪、勒米伊莱马赖、蓬埃贝尔。

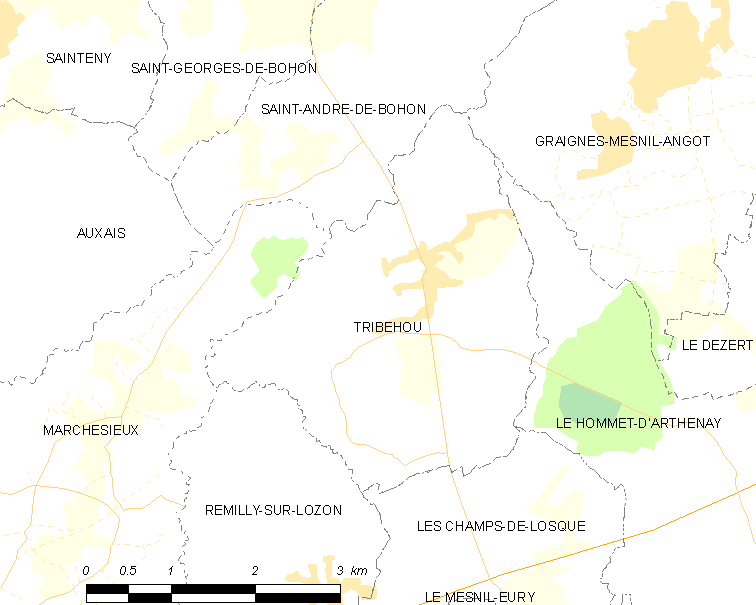
特里布乌的OSM定位图

特里布乌的时区为UTC+01:00、UTC+02:00（夏令时）。

## 行政
特里布乌的邮政编码为50620，INSEE市镇编码为50606。

## 政治
特里布乌所属的省级选区为蓬埃贝尔县。

## 人口

1962-2008年间特里布乌人口变化图示

特里布乌于2022年1月1日时的人口数量为511人。